# Onze-Lieve-Vrouwekerk (Assent)

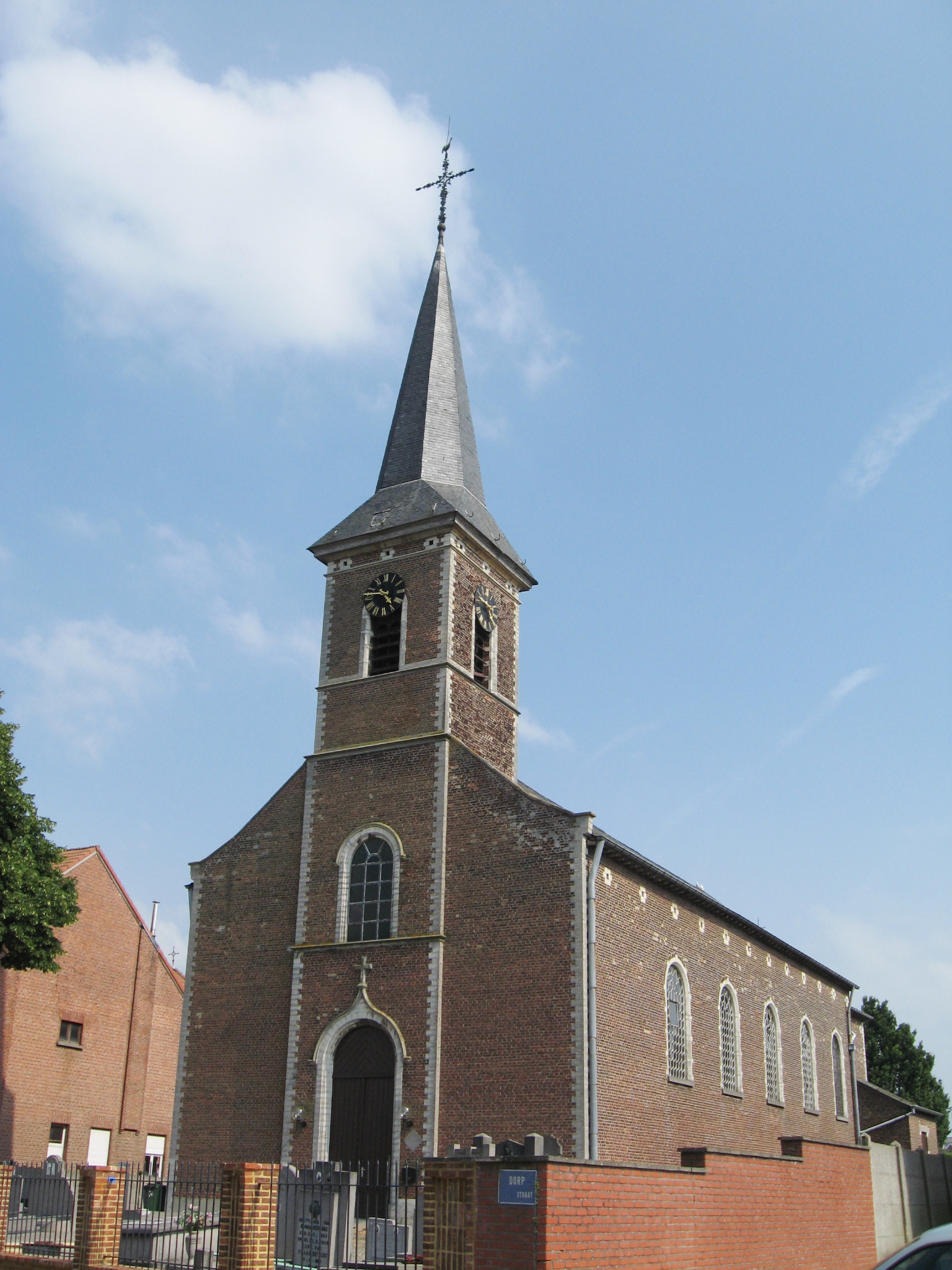
Onze-Lieve-Vrouwekerk

De Onze-Lieve-Vrouwekerk is de parochiekerk van de tot de Vlaams-Brabantse gemeente Bekkevoort behorende plaats Assent, gelegen aan de Dorpsstraat 14.
Deze kerk werd gebouwd in 1847 in neoclassicistische stijl. Het is een bakstenen basilicaal kerkgebouw met ingebouwde toren dat naar het zuiden is georiënteerd.
Het grootste deel van het kerkmeubilair is 19e-eeuws. Wel is er een 17e-eeuws portiekaltaar met een schilderij: Voorspraak van Maria bij de Heilige Drievuldigheid. Het orgel werd in 1721 gebouwd door Jan Wauters. Er is een 18e-eeuse calvariegroep en een beeld van Sint-Leonardus uit dezelfde tijd. Het schilderij Sint-Petrus is van omstreeks 1700.